# لاله دد
لاله دد يا لالا شواری يا يوگشاوری (انگلیسی: Lalleshwari؛ ۱۳۲۰ – ۱۳۹۲ ميلادی) بانوی شاعر و عارف اهل کشمير در شبه قاره ی هند بود. او را برجسته ترين شاعره ی کلاسيک کشمير می دانند. در ابتدا چون يوگيان می زيست اما بعد از ملاقات با عارف ايرانی امير سيد علی همدانی از اقطاب طريقت اويسی که در کشمير اقامت کرده بود مريد او شد و اشعارش از آن پس رنگ و بوی عرفان اسلامی گرفت. شيواترين اشعارش را گويا درباره ی همين ديدار نوشته است.